# Angry Birds Stella (televíziós sorozat)
Az Angry Birds Stella 2014-től 2016-ig futott finn 3D-s számítógépes animációs sorozat, amelyet a Rovio Entertainment készített az Angry Birds Stella című játék alapján. A sorozat 2014. november 1-jén jelent meg a Rovio saját platformján, a ToonsTV-n, hazánban a Megamax adta. A történet Stella és barátai - Luca, Willow, Poppy és Dhalia - kalandjait követi nyomon. A csapatnak gyakran gyűlik meg a baja Gale-el, a volt barátjukkal, akiből a malacok királynője lett.

## Szereplők
- Stella – rózsaszín madár, a csapat vezetője. Kalandvágyó, vad, barátságos, bátor és merész.
- Dahlia – barnás színű madár, nagyon hasonlít egy bagolyra. A csapat esze, egy feltaláló, de találmányai gyakran visszafelé sülnek el.
- Luca – égszínkék madár, hasonlít az Angry Birds kék madárjaira. A csapat egyetlen fiú tagja, nagyon  játékos és fantáziadús.
- Poppy – világossárga színű madár, leginkább egy nimfapapagájra hasonlít. Zajos, féktelen, tréfás és kedveli a zenét.
- Willow – sötétkék színű madár, rasztahajra hasonlító tollal és sapkával. Nagyon félénk, viszont roppant tehetséges művész, leginkább portrékat fest
- Gale – sötétlila színű madár, a csapat korábbi tagja. Önző és rendkívül hiú, korábban Stella közeli barátja volt. Otthagyta a csapatot és a malacokhoz ment, akik királynőjükké választották, és minden óhaját teljesítik.

## Epizódok
| Évad | Évad | Epizód | Eredeti sugárzás  | Eredeti sugárzás  | DVD-megjelenés dátuma (1-es régió) |
| Évad | Évad | Epizód | Évadpremier       | Évadfinálé        | DVD-megjelenés dátuma (1-es régió) |
| ---- | ---- | ------ | ----------------- | ----------------- | ---------------------------------- |
|      | 1    | 13     | 2014. november 1. | 2015. január 24.  | 2015. december 1.                  |
|      | 2    | 13     | 2015. október 9.  | 2016. március 11. | 2016. március 1.                   |

## Fordítás
Ez a szócikk részben vagy egészben  az   Angry Birds Stella (TV series) című angol Wikipédia-szócikk fordításán alapul.  Az eredeti cikk szerkesztőit annak laptörténete sorolja fel. Ez a jelzés csupán a megfogalmazás eredetét és a szerzői jogokat jelzi, nem szolgál a cikkben szereplő információk forrásmegjelöléseként.